# Aanval op Lochem (1590)
De Aanval op Lochem was een aanval en poging tot inname door het Spaanse leger met behulp van een list op de Nederlandse stad Lochem tijdens de Tachtigjarige Oorlog op 29 oktober 1590. De list faalde door oplettendheid van Poorters Jan, de zoon van de poortwachter.

## Aanval
Vroeg in de morgen van 29 oktober 1590 naderden drie hooiwagens uit Zutphen, begeleid door mannen met hooivorken. Aangezien dit dagelijks gebeurde, had de poortwachter van de Bergpoort geen argwaan. Volgens een oud gebruik hadden kinderen het recht om wat hooi van onder de stadspoort staande wagens te plukken voor hun huisdieren. Ook Jan, de zoon van een poortwachter, nam hier aan deel. Hij bezeerde zich echter aan de sporen van een soldatenlaars, en riep: “Verraad, verraad, de Spanjaard is in de stad!”. Het stadsgarnizoen onder leiding van Francois Ballochi werd zo gealarmeerd, maar ook aan Spaanse zijde de 300 soldaten en 150 ruiters die zich buiten verdekt opgesteld hadden en nu de stad openlijk aanvielen.
Bij de daaropvolgende schermutselingen rondom de stadspoort vochten de Spanjaarden zich de stad in, maar zij werden door fel verzet vanuit Lochem de stad uitgedreven. Alle 18 poortwachters sneuvelden in de gevechten, en later werden ook de waagmeester en de pastoor van Zutphen (de bedenkers van de list) onder de doden aangetroffen. 
In Lochem zijn straten vernoemd naar Ballochi en Poorters Jan, en Anthony Christiaan Winand Staring heeft een lang gedicht geschreven over de aanval op de stad. Inwoners van Lochem worden tegenwoordig nog steeds Hooiplukkers genoemd.

## Uitgaande link
Het gedicht van Staring op Google Books.